# Türkan Şoray
Türkan Şoray (Istanbul, 25 giugno 1945) è un'attrice e produttrice cinematografica turca.
È non solo laureata in medicina, ma anche esperta in ben sette arti marziali. Avendo partecipato ad oltre 240 tra film e serie televisive, è comunemente considerata come una delle più importanti attrici turche di tutti i tempi. Spesso, nei film proiettati fuori dai confini turchi, è indicata con lo pseudonimo di Türkan Şoray. 

## Filmografia

### Attrice
- Utanmaz adam, regia di Abdurrahman Palay (1960)
- Köyde Bir Kiz Sevdim, regia di Türker Inanoglu (1960)
- Güzeller resmigeçidi, regia di Nuri Ergün (1960)
- Ask rüzgari, regia di Nevzat Pesen (1960)
- Utanmaz adam, regia di Abdurrahman Palay (1961)
- Kaderin önüne geçilmez, regia di Hüsnü Cantürk (1961)
- Siyah melek, regia di Sami Ayanoglu (1961)
- Sevimli haydut, regia di Asaf Tengiz (1961)
- Otobüs Yolculari, regia di Ertem Göreç (1961)
- Melekler sahidimdir, regia di Süha Dogan (1961)
- Kardes ugruna, regia di Sami Ayanoglu (1961)
- Hatirla sevgilim, regia di Arsevir Alyanak (1961)
- Gönülden gönüle, regia di Süha Dogan (1961)
- Dikenli gül, regia di Arsevir Alyanak (1961)
- Ask ve Yumruk, regia di Aram Gülyüz (1961)
- Afacan, regia di Sinasi Özonuk (1961)
- Allah seviniz dedi, regia di Nejat Saydam (1962)
- Lekeli kadin, regia di Ülkü Erakalin (1962)
- Bardaktaki adam, regia di Orhan Elmas (1962)
- Zorlu damat, regia di Hulki Saner (1962)
- Ümitler kirilinca, regia di Orhon Murat Ariburnu (1962)
- Ne seker sey, regia di Osman F. Seden (1962)
- Kirmizi karanfiller, regia di Ülkü Erakalin (1962)
- Dikmen yildizi, regia di Asaf Tengiz (1962)
- Biz de arkadas miyiz?, regia di Ülkü Erakalin (1962)
- Bir haydut sevdim, regia di Ahmet Danyal Topatan (1962)
- Billur kösk, regia di Muzaffer Aslan (1962)
- Ask yarisi, regia di Mehmet Dinler (1962)
- Aci Hayat, regia di Metin Erksan (1962)
- Aysecik canimin içi, regia di Hulki Saner (1963)
- Iki kocali kadin, regia di Ülkü Erakalin (1963)
- Çapkin kiz, regia di Memduh Ün (1963)
- Sayin bayan, regia di Mehmet Dinler (1963)
- Küçük beyin kismeti, regia di Hulki Saner (1963)
- Genç kizlar, regia di Nevzat Pesen (1963)
- Daglar krali, regia di Mehmet Dinler (1963)
- Çalinan ask, regia di Ülkü Erakalin (1963)
- Bütün suçumuz sevmek, regia di Ülkü Erakalin (1963)
- Beni Osman öldürdü, regia di Osman F. Seden (1963)
- Badem sekeri, regia di Osman F. Seden (1963)

| Anno | Film                                | Ruolo                  | Note |
| ---- | ----------------------------------- | ---------------------- | ---- |
| 1963 | Adanalı Tayfur                      |                        |      |
| 1963 | Köroğlu (Dağlar Kralı)              | Türkân Sultan          |      |
| 1963 | Acı Aşk                             |                        |      |
| 1964 | Adanalı Tayfur Kardeşler            | Türkân                 |      |
| 1964 | Dağların Aslanı                     |                        |      |
| 1964 | Mualla                              |                        |      |
| 1964 | Fıstık Gibi Maşallah                | Gülten                 |      |
| 1964 | Kızgın Delikanlı                    | Avukat Sevil           |      |
| 1964 | Anasının Kuzusu                     | Türkân                 |      |
| 1964 | Macera Kadını                       |                        |      |
| 1964 | Kader Kapıyı Çaldı                  | Leyla                  |      |
| 1964 | Gözleri Ömre Bedel                  | Leyla                  |      |
| 1964 | Gençlik Rüzgarı                     | Fatma Nur Erden        |      |
| 1964 | Bücür                               |                        |      |
| 1964 | Yılların Ardından                   |                        |      |
| 1964 | Bomba Gibi Kız                      | Leyla                  |      |
| 1964 | Öksüz Kız                           |                        |      |
| 1965 | Ekmekçi Kadın                       | Ayşe, Zehra, Leyla     |      |
| 1965 | Elveda Sevgilim                     | Türkân Kadiroğlu       |      |
| 1965 | Seven Kadın Unutmaz                 | Türkân                 |      |
| 1965 | Komşunun Tavuğu                     | Türkân                 |      |
| 1965 | Sürtük                              | Naciye                 |      |
| 1965 | Siyah Gözler                        | Türkân                 |      |
| 1965 | Hayatımın Kadını                    |                        |      |
| 1965 | Garip Bir İzdivaç                   | Zeynep Gökalp          |      |
| 1965 | Veda Busesi                         | Türkân                 |      |
| 1965 | Vahşi Gelin                         | Ayşegül                |      |
| 1966 | Altın Küpeler                       | Aylin                  |      |
| 1966 | Sana Layık Değilim                  | Türkân                 |      |
| 1966 | Akşam Güneşi                        | Jülide                 |      |
| 1966 | Çalıkuşu                            | Feride                 |      |
| 1966 | Kenarın Dilberi                     | Şarkıcı                |      |
| 1966 | Meleklerin İntikamı                 | Türkân, Peri           |      |
| 1966 | Anaların Günahı                     |                        |      |
| 1966 | Düğün Gecesi                        | Zeynep                 |      |
| 1966 | Siyah Gül                           | Gül                    |      |
| 1966 | Meyhanenin Gülü                     |                        |      |
| 1966 | Karanfilli Kadın                    |                        |      |
| 1966 | Günahkâr Kadın                      | Türkân                 |      |
| 1966 | Ferhat ile Şirin                    |                        |      |
| 1966 | Eli Maşalı                          |                        |      |
| 1966 | El Kızı                             |                        |      |
| 1966 | Çamaşırcı Güzeli                    |                        |      |
| 1967 | Bir Dağ Masalı                      | Lale                   |      |
| 1967 | Bir Soförun Gizli Defteri           |                        |      |
| 1967 | Ayrılsak da Beraberiz               | Fatma                  |      |
| 1967 | Ağlayan Kadın                       | Şükran, Leyla          |      |
| 1967 | Ana                                 | Döndü                  |      |
| 1967 | Sinekli Bakkal                      | Rabia                  |      |
| 1967 | Ölümsüz Kadın                       |                        |      |
| 1967 | Kelepçeli Melek                     | Nevin Erdem            |      |
| 1967 | Kara Duvaklı Gelin                  | Perihan                |      |
| 1967 | Her Zaman Kalbimdesin               |                        |      |
| 1967 | Tapılacak Kadın                     |                        |      |
| 1968 | Kahveci Güzeli                      | Nermin                 |      |
| 1968 | Vesikalı Yarim                      | Sabiha                 |      |
| 1968 | Abbase Sultan                       | Abbase                 |      |
| 1968 | Ayşem                               | Ayşe                   |      |
| 1968 | Hapishane Gelini                    | Çengi Naciye           |      |
| 1968 | Kadın Severse                       | Leyla                  |      |
| 1968 | Dünyanın En Güzel Kadını            |                        |      |
| 1968 | Aşk Eski Bir Yalan                  |                        |      |
| 1968 | Artık Sevmeyeceğim                  | Nesrin, Leyla          |      |
| 1968 | Ağla Gözlerim                       | Leyla, Hicran          |      |
| 1968 | Kadın İntikamı                      |                        |      |
| 1968 | Kadın Değil, Baş Belası             | Çengi Naciye           |      |
| 1969 | Fosforlu Cevriyem                   | Fosforlu Cevriye Necla |      |
| 1969 | Bana Derler Fosforlu                |                        |      |
| 1969 | Aşk Mabudesi                        |                        |      |
| 1969 | Buruk Acı                           |                        |      |
| 1969 | Kölen Olayım                        | Azize                  |      |
| 1969 | Sonbahar Rüzgarları                 |                        |      |
| 1969 | Sana Dönmeyeceğim                   | Leyla Taner            |      |
| 1969 | Seninle Ölmek İstiyorum             |                        |      |
| 1969 | Ateşli Çingene                      |                        |      |
| 1969 | Günah Bende mi?                     |                        |      |
| 1970 | Bülbül Yuvası                       |                        |      |
| 1970 | Buğulu Gözler                       |                        |      |
| 1970 | Arım, Balım, Peteğim                |                        |      |
| 1970 | Kara Gözlüm l                       | Azize                  |      |
| 1970 | Hayatım Sana Feda                   |                        |      |
| 1970 | Ağlayan Melek                       | Sabahat                |      |
| 1970 | Tatlı Meleğim                       |                        |      |
| 1970 | Mazi Kalbimde Yaradır               |                        |      |
| 1970 | Birleşen Yollar                     |                        |      |
| 1970 | Merhamet                            |                        |      |
| 1970 | Herkesin Sevgilisi                  |                        |      |
| 1970 | Mağrur Kadın                        |                        |      |
| 1971 | Sevmek Ve Ölmek Zamanı              |                        |      |
| 1971 | Gelin Çiçeği                        | Arzu                   |      |
| 1971 | Ateş Parçası                        |                        |      |
| 1971 | Melek Mi Şeytan Mı? / Asrın Kadını  |                        |      |
| 1971 | Mavi Eşarp                          |                        |      |
| 1971 | Unutulan Kadın                      |                        |      |
| 1971 | Yedi Kocalı Hürmüz                  |                        |      |
| 1971 | Güllü                               |                        |      |
| 1971 | Bir Kadın Kayboldu                  |                        |      |
| 1971 | Gülüm, Dalım, Çiçeğim               |                        |      |
| 1971 | Bir Genç Kızın Romanı               |                        |      |
| 1972 | Cemo                                |                        |      |
| 1972 | Zulüm                               |                        |      |
| 1972 | Dönüş                               |                        |      |
| 1972 | Sisli Hatıralar                     |                        |      |
| 1972 | Vukuat Var                          |                        |      |
| 1972 | Çile                                |                        |      |
| 1973 | Mahpus                              | Ümmühan                |      |
| 1973 | Güllü Geliyor Güllü                 | Güllü Fındıkoğlu       |      |
| 1973 | Azap                                |                        |      |
| 1973 | Sultan Gelin                        |                        |      |
| 1973 | Asiye Nasıl Kurtulur?               |                        |      |
| 1973 | Yalancı / Çok Yalnızım              |                        |      |
| 1973 | Namus Borcu                         |                        |      |
| 1973 | Gazi Kadın / Nene Hatun             | Zeynep                 |      |
| 1973 | Dert Bende                          |                        |      |
| 1974 | Şenlik Var / Bal Kız                |                        |      |
| 1974 | Yüreğimde Yare Var                  |                        |      |
| 1974 | Çılgınlar                           |                        |      |
| 1974 | Açlık                               |                        |      |
| 1975 | Acele Koca Aranıyor                 |                        |      |
| 1976 | Deprem                              |                        |      |
| 1976 | Bodrum Hakimi                       |                        |      |
| 1976 | Devlerin Aşkı                       |                        |      |
| 1977 | Selvi Boylum, Al Yazmalım           |                        |      |
| 1977 | Baraj                               |                        |      |
| 1977 | Dila Hanım                          |                        |      |
| 1978 | Sultan                              |                        |      |
| 1978 | Bir Aşk Masalı                      |                        |      |
| 1978 | Cevriyem                            |                        |      |
| 1978 | Tatlı Nigar                         |                        |      |
| 1979 | Aşk ve Nefret                       |                        |      |
| 1979 | Hazal                               |                        |      |
| 1979 | Küskün Çiçek                        |                        |      |
| 1980 | Gurbetçiler                         |                        |      |
| 1980 | Tabancamın Sapını Gülle Donatacağım |                        |      |
| 1981 | Yılanı Öldürseler                   |                        |      |
| 1982 | Mine                                |                        |      |
| 1982 | Seni Kalbime Gömdüm                 |                        |      |
| 1983 | Metres                              |                        |      |
| 1983 | Seni Seviyorum                      |                        |      |
| 1984 | Bir Sevgi İstiyorum                 |                        |      |
| 1985 | Körebe                              |                        |      |
| 1985 | Bir Kadın Bir Hayat                 |                        |      |
| 1987 | Hayallerim, Aşkım ve Sen            | Derya Altınay          |      |
| 1987 | Gramofon Avrat                      | Cemile                 |      |
| 1987 | On Kadın                            |                        |      |
| 1987 | Rumuz Goncagül                      | Gülsün                 |      |
| 1988 | Ada                                 |                        |      |
| 1989 | Ölü Bir Deniz                       |                        |      |
| 1990 | Berdel                              |                        |      |
| 1990 | Soğuktu Ve Yağmur Çiseliyordu       |                        |      |
| 1991 | Menekşe Koyu                        |                        |      |
| 1993 | Şahmaran                            |                        |      |
| 1993 | Tatlı Betüş                         |                        |      |
| 1994 | Bir Aşk Uğruna                      |                        |      |
| 1995 | Yer Çekimli Aşklar                  |                        |      |
| 1996 | Gözlerinde Son Gece                 |                        |      |
| 1997 | Nihavend Mucize                     |                        |      |
| 1998 | İkinci Bahar                        |                        |      |
| 2001 | Tatlı Hayat                         |                        |      |
| 2002 | Gönderilmemiş Mektuplar             |                        |      |
| 2004 | Mürüvvetsiz Mürüvvet                |                        | .    |
| 2006 | Cemile                              |                        |      |
| 2006 | Ayın Yıldızı                        | Karagümrüklü Karakız   |      |
| 2006 | Aşk Beklemez                        |                        |      |
| 2006 | Hayatımın Kadınısın                 |                        |      |
| 2007 | Suna                                |                        |      |
| 2008 | Vurgun                              |                        |      |
| 2009 | Altın Kızlar                        |                        |      |

## Riconoscimenti

### Festival internazionale del cinema di Adalia
- 1964: – Migliore attrice per Aci hayat
- 1968: – Migliore attrice per Vesikali Yarim
- 1987: – Migliore attrice per Askim ve Sen e Hayallerim
- 1994: – Migliore attrice per Bir ask ugruna

### International Istanbul Film Festival
- 1996: - Premio alla carriera